# Bismarck-szigetek
A Bismarck-szigetek Új-Guinea északkeleti partjainál elnyúló vulkanikus szigetcsoport a Csendes-óceán nyugati részében. Pápua Új-Guinea Szigetek régiójának része. Teljes területe mintegy 50 ezer km², aminek mintegy kétharmadát a legnagyobb sziget, Új-Britannia teszi ki.

## Természeti földrajza
A szigetcsoporthoz többnyire vulkáni szigetek tartoznak. A szigetek együttes területe pontosan 49.700 km². A szigetcsoport körbeöleli a Bismarck-tengert. Tektonikailag az Északi-Bismarck, a Manus és a Déli Bismarck lemezeken fekszik.
A csoport szigetei tartományonként:
- Manus tartomány (9-es a térképen)

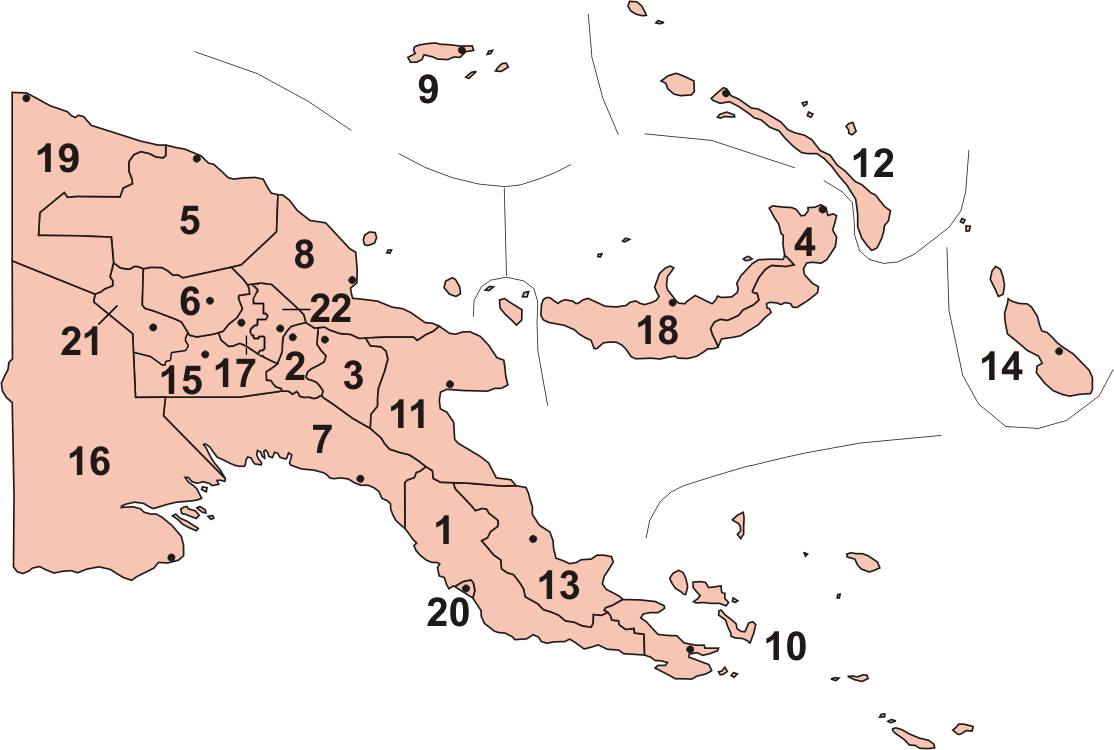
Pápua Új-Guinea tartományai

  - Admiralitás-szigetek, 18 tagú csoport, köztük:
    - Manus-sziget, a fő sziget
    - Los Negros sziget
    - Lou-sziget
    - Ndrova-sziget
    - Tong-sziget
    - Baluan-sziget
    - Pak-sziget
    - Purdy-szigetek
    - Rambutyo-sziget
    - St. Andrews-szigetek

  - Nyugati szigetek, köztük:
    - Aua-sziget
    - Hermit-sziget
    - Kaniet-szigetek (Anchorite)
      - Sae-sziget

    - Ninigo-sziget
    - Wuvulu-sziget
- Új-Írország tartomány (a térképen 12)
  - Új-Írország vagy Niu Ailan, a fő sziget
  - Új-Hannover vagy Lavongai
  - Szent Mátyás-szigetek
  - Tabar-szigetek
  - Lihir-szigetek
  - Tanga-szigetek
  - Feni-szigetek
  - Dyaul-sziget

- - Tatau
- Kelet-Új-Britannia (a térképen 4)
  - Új-Britannia vagy Niu Briten, a fő sziget
  - Yorki herceg-szigetek
    - Kabakon
    - Mioko
    - Ulu
- Nyugat-Új-Britannia (a térképen 18)
  - Új-Britannia vagy Niu Briten, a fő sziget
  - Vitu-szigetek
- Morobe tartomány (11)
  - Umboi-sziget
  - Tolokiwa-sziget
  - Sakar-sziget
  - Ritter-sziget
  - Malai-sziget
  - Tuam-sziget
- Madang tartomány (8)
  - Hosszú--sziget
  - Crown-sziget
  - Karkar-sziget
  - Bagabag-sziget
  - Manam
- Kelet-Sepik (5)
  - Schouten-szigetek

Az Új-Britannia és Új-Írország közti hajózási útvonal neve Szent György-csatorna, a Wales és Írország közti azonos nevű csatorna mintájára.

## Történetük

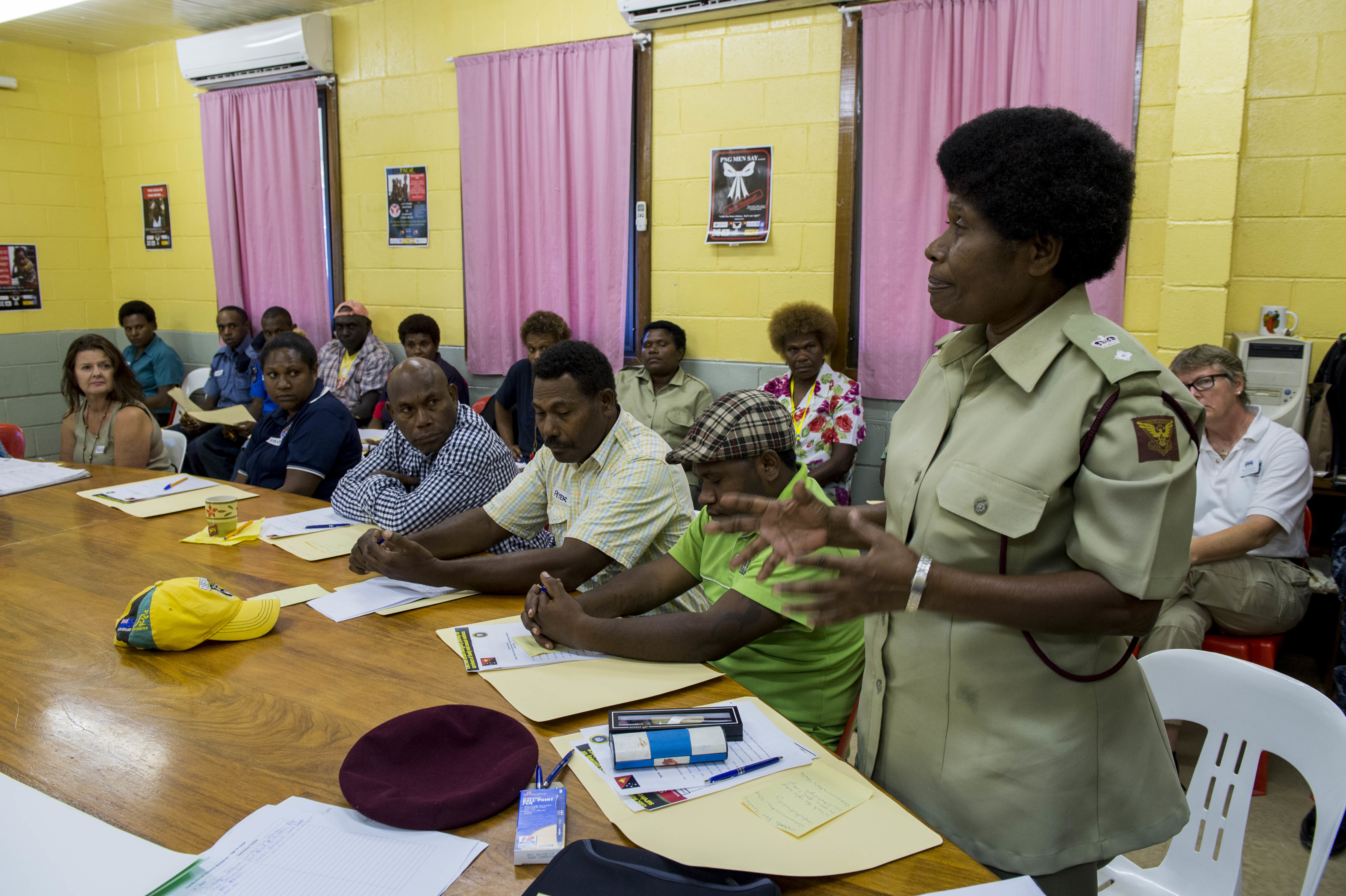
Helybeliek egy bűnmegelőzési előadáson (Kokopo, Új-Britannia)

A szigetek első ismert lakói 30-40 ezer évvel ezelőtt érkeztek ide. Új-Guineából jöhettek, hajón a Bismarck-tengeren, vagy egy ideiglenes földhídon keresztül, amelyet a földkéreg megemelkedése hozhatott létre. A később érkezők közé tartoztak a lapiták.
A szigetekre érkező első európai Willem Schouten holland felfedező volt 1616-ban. Nyugatiak nem éltek itt, egészen addig, míg 1884-ben a Német Új-Guinea nevű német protektorátus része nem lett. A szigetek Otto von Bismarck német kancellárról kapták a nevüket.
1888. március 13-án kitört a Ritter-sziget vulkánja és pusztító megacunamit okozott, miután a vulkán az óceánba roskadt.
Az első világháború kitörése után az Ausztrál Tengerészeti és Katonai Expedíciós Erő (Australian Naval and Military Expeditionary Force) foglalta el a szigeteket 1914-ben, és Ausztrália később népszövetségi mandátumot kapott a szigetek igazgatására. Ezután Pápua Új-Guinea függetlenné válásáig, 1975 szeptemberéig, fennmaradt az ausztrál közigazgatás, egy megszakítással: amikor a második világháború idején a Japán Birodalom foglalta el a területet.

## Fordítás
Ez a szócikk részben vagy egészben  a   Bismarck Archipelago című angol Wikipédia-szócikk ezen változatának fordításán alapul.  Az eredeti cikk szerkesztőit annak laptörténete sorolja fel. Ez a jelzés csupán a megfogalmazás eredetét és a szerzői jogokat jelzi, nem szolgál a cikkben szereplő információk forrásmegjelöléseként.